# Immediate Music
Immediate Music es una gran compañía de música orquestal localizada en Santa Mónica, Estados Unidos especializada en componer música para tráileres de películas. Desde 1993 hasta la fecha, Immediate Music tiene en su librería centenares de tráileres cinematográficos y televisivos de todos los importantes estudios de Hollywood.
En 2007, Immediate Music recibió un Emmy a la mejor composición de programas deportivos por su trabajo en la XX edición de los Juegos Olímpicos de Invierno.
Immediate Music dispone de su propia banda llamada Globus, grupo que se centra en la música orquestal cinematográfica con ritmos contemporáneos.

## Organización
Immediate Music fue fundada en 1993 por Jeffrey Fayman y Yoav Goren. Originalmente componiendo música para tráileres de cine, en 2008 la empresa abrió sus bibliotecas para el videojuego y las industrias de la publicidad.